# Grand Prix Formule 1 van Italië 1984
De Grand Prix Formule 1 van Italië 1984 werd verreden op 9 september op het circuit van Monza. Het was de veertiende race van het seizoen.

## Uitslag
| Positie | Nummer | Rijder               | Team              | Ronden | Tijd/Opgave         | Startplaats | Punten |
| ------- | ------ | -------------------- | ----------------- | ------ | ------------------- | ----------- | ------ |
| 1       | 8      | Niki Lauda           | McLaren-TAG       | 51     | 1:20:29.065         | 4           | 9      |
| 2       | 27     | Michele Alboreto     | Ferrari           | 51     | + 24.249            | 11          | 6      |
| 3       | 22     | Riccardo Patrese     | Alfa Romeo        | 50     | + 1 Ronde           | 9           | 4      |
| 4       | 19     | Stefan Johansson     | Toleman-Hart      | 49     | + 2 Rondes          | 17          | 3      |
| 5       | 30     | Jo Gartner           | Osella-Alfa Romeo | 49     | + 2 Rondes          | 24          | 0 *1   |
| 6       | 31     | Gerhard Berger       | ATS-BMW           | 49     | + 2 Rondes          | 20          | 0 *1   |
| 7       | 24     | Piercarlo Ghinzani   | Osella-Alfa Romeo | 48     | Geen benzine        | 22          |        |
| 8       | 21     | Huub Rothengatter    | Spirit-Hart       | 48     | + 3 Rondes          | 25          |        |
| 9       | 23     | Eddie Cheever        | Alfa Romeo        | 45     | Geen benzine        | 10          |        |
| 10      | 18     | Thierry Boutsen      | Arrows-BMW        | 45     | + 6 Rondes          | 19          |        |
| DNF     | 15     | Patrick Tambay       | Renault           | 43     | Gaspedaal           | 8           |        |
| DNF     | 2      | Teo Fabi             | Brabham-BMW       | 43     | Motor               | 5           |        |
| DNF     | 17     | Marc Surer           | Arrows-BMW        | 43     | Motor               | 15          |        |
| DNF     | 16     | Derek Warwick        | Renault           | 31     | Oliedruk            | 12          |        |
| DNF     | 10     | Jonathan Palmer      | RAM-Hart          | 20     | Oliedruk            | 26          |        |
| DNF     | 1      | Nelson Piquet        | Brabham-BMW       | 15     | Motor               | 1           |        |
| DNF     | 11     | Elio de Angelis      | Lotus-Renault     | 14     | Versnellingsbak     | 3           |        |
| DNF     | 12     | Nigel Mansell        | Lotus-Renault     | 13     | Spin                | 7           |        |
| DNF     | 5      | Jacques Laffite      | Williams-Honda    | 10     | Turbo               | 13          |        |
| DNF     | 6      | Keke Rosberg         | Williams-Honda    | 8      | Turbo               | 6           |        |
| DNF     | 26     | Andrea de Cesaris    | Ligier-Renault    | 7      | Motor               | 16          |        |
| DNF     | 25     | Francois Hesnault    | Ligier-Renault    | 7      | Spin                | 18          |        |
| DNF     | 9      | Philippe Alliot      | RAM-Hart          | 6      | Elektrisch probleem | 23          |        |
| DNF     | 28     | René Arnoux          | Ferrari           | 5      | Versnellingsbak     | 14          |        |
| DNF     | 7      | Alain Prost          | McLaren-TAG       | 3      | Motor               | 2           |        |
| DNS     | 14     | Manfred Winkelhock   | ATS-BMW           | 0      | Niet gestart        | 21          |        |
| DNQ     | 20     | Pierluigi Martini *2 | Toleman-Hart      |        |                     |             |        |

*1 Zowel Jo Gartner als Gerhard Berger scoorden geen punten doordat ze met de tweede wagen van hun team reden, terwijl beide teams aan het begin van het seizoen slechts één wagen ingeschreven had.

*2 Ayrton Senna werd bij Toleman voor deze race vervangen door Pierluigi Martini.

## Statistieken
| Pole-position | Nelson Piquet | Brabham-BMW | 1:26.584 |
| Snelste ronde | Niki Lauda    | McLaren-TAG | 1:31.912 |

## Noot
- Dit was het debuut van de Italiaanse coureur Pierluigi Martini.
- Dit was de vijfentwintigset snelste ronde voor een Oostenrijkse coureur.
- Tiende podiumplaats voor Riccardo Patrese.

1921 · 1922 · 1923 · 1924 · 1925 · 1926 · 1927 · 1928 · 1931 · 1932 · 1933 · 1934 · 1935 · 1936 · 1937 · 1938 · 1947 · 1948 · 1949 · 1950 · 1951 · 1952 · 1953 · 1954 · 1955 · 1956 · 1957 · 1958 · 1959 · 1960 · 1961 · 1962 · 1963 · 1964 · 1965 · 1966 · 1967 · 1968 · 1969 · 1970 · 1971 · 1972 · 1973 · 1974 · 1975 · 1976 · 1977 · 1978 · 1979 · 1980 · 1981 · 1982 · 1983 · 1984 · 1985 · 1986 · 1987 · 1988 · 1989 · 1990 · 1991 · 1992 · 1993 · 1994 · 1995 · 1996 · 1997 · 1998 · 1999 · 2000 · 2001 · 2002 · 2003 · 2004 · 2005 · 2006 · 2007 · 2008 · 2009 · 2010 · 2011 · 2012 · 2013 · 2014 · 2015 · 2016 · 2017 · 2018 · 2019 · 2020 · 2021 · 2022 · 2023 · 2024 · 2025